# 사천시 (선거구)
사천시는 대한민국의 옛 국회의원 선거구이다. 당시 경상남도 사천시 지역을 관할했다.

## 역사
1995년 5월, 삼천포시와 사천군이 통합되면서 통합 사천시가 출범했다. 이에 제15대 국회의원 선거를 앞두고 삼천포시·사천군 선거구가 사천시 선거구로 개편되었다.
제19대 국회의원 선거를 앞두고 남해군·하동군 선거구와 통합되면서 사천시·남해군·하동군 선거구를 이루게 됨에 따라 폐지되었다.

## 역대 국회의원
| 선거   | 정당 | 정당       | 의원   |
| ------ | ---- | ---------- | ------ |
| 1996년 |      | 무소속     | 황성균 |
| 2000년 |      | 한나라당   | 이방호 |
| 2004년 |      | 한나라당   | 이방호 |
| 2008년 |      | 민주노동당 | 강기갑 |

## 역대 선거 결과

### 대한민국 제15대 국회의원 선거
|  | 34.09% |

|  | 27.60% |

|  | 20.45% |

|  | 10.46% |

|  | 3.16% |

|  | 2.70% |

|  | 1.50% |

### 대한민국 제16대 국회의원 선거
|  | 57.32% |

|  | 17.59% |

|  | 16.35% |

|  | 3.15% |

|  | 3.09% |

|  | 2.47% |

### 대한민국 제17대 국회의원 선거
|  | 60.09% |

|  | 31.14% |

|  | 7.59% |

|  | 1.16% |

### 대한민국 제18대 국회의원 선거
|  | 47.69% |

|  | 47.33% |

|  | 2.54% |

|  | 2.42% |